# Ozodicera (Dihexaclonus) guianensis
Ozodicera (Dihexaclonus) guianensis is een tweevleugelige uit de familie langpootmuggen (Tipulidae). De soort komt voor in het Neotropisch gebied.